# Robert Grossmann (Musiker)
Robert Grossmann (* 30. Dezember 1953 in San Diego, Kalifornien) ist ein schweizerisch-amerikanischer Musiker, Komponist und Musikwissenschaftler, aufgewachsen in San Diego, Kalifornien. Er lebt in Sils im Domleschg, Kanton Graubünden (Schweiz).

## Leben
Robert Grossmanns Grundausbildung umfasste zuerst ein Musikstudium an der University of California La Jolla, wo der erste Kompositionsunterricht bei Pauline Oliveros stattfand. Anschliessend setzte Robert Grossmann das Studium der Gitarre und Laute bis zum Diplomabschluss an der California State University Northridge fort; während dieser Zeit besuchte er Meisterkurse mit Andres Segovia sowie Kompositionsunterricht bei Frank Campo und Daniel Kessner. Prägend war die Begegnung mit dem Komponisten Ernst Krenek, als dieser Aufführungen seiner Werke leitete, bei denen Robert Grossmann mitspielte. Auch die Begegnung und der Meisterkurs mit dem Komponisten Aaron Copland im Jahr 1975 hatten einen nachhaltigen Einfluss auf seine kompositorische Entwicklung. Das Musikstudium setzte er am San Francisco Conservatory of Music fort, u. a. mit Unterricht beim Komponist John Adams, und schloss mit einem Meisterdiplom ab. Sein spezielles Interesse an historischer Aufführungspraxis führte zum Studium und zur Doktorierung (cum laude) an der Indiana University, Bloomington (Thomas Binkley). Robert Grossmann besuchte mehrere Meisterkurse und traf persönlich mit dem Komponisten Leonard Bernstein zusammen, als dieser 1982 für sechs Wochen an die Indiana University, Bloomington kam, um A Quiet Place zu komponieren, sein letztes vollendetes Werk für die Bühne. Während der Arbeit an seiner Dissertation weilte Robert Grossmann als Gaststudent an der Schola Cantorum Basiliensis in Basel, studierte Laute bei Hopkinson Smith, Aufführungspraxis und Musikwissenschaft bei Wulf Arlt. Dissertation an der Indiana University, Bloomington: "The Lute Suite in g-minor BWV 995 by J.S.Bach: A Comparison of the Autograph Manuscript and the Lute Intabulation in Leipzig Sammlung Becker, Ms III.ii.3".  Als Solist und in verschiedenen Musikensembles spielt Robert Grossmann Laute, Theorbe, Mandoline und Gitarre. Er hat bis zu seiner Pensionierung an der Pädagogische Hochschule Graubünden unterrichtet. Von 2012 bis 2020 war er Leiter des Oberengadiner Kulturzentrums Chesa Planta in Samedan (Oberengadin, Kanton Graubünden) und 2014–2023 war er Leiter des Kulturzentrums Chasa Jaura Valchava in Val Müstair.

## Musikalisches Schaffen
Konzerte, Radio- und CD-Aufnahmen, musikwissenschaftliche Forschung (u. a. Herausgeber der Reihe Musica Veglia in Engiadina) und vor allem die Komposition von Vokal- und Instrumentalmusik, wie die romanische Oper Il President da Valdei, nach einer Novella von Gian Fontana und auf CD beim Musikhaus Jecklin, Zürich, erschienen, und die Oper Zauberberg (Chur, 2002) nach dem berühmten Roman von Thomas Mann (Libretto: Rolf Gerlach, Berlin). Im Mai 2005 wurde das Kindermusical Angelo und die Möwe (Text: Vincenzo Todisco) von Robert Grossmann im Stadttheater Chur uraufgeführt, im Mai 2010 das Musiktheater Brina (Text: Vincenzo Todisco) und Die Rose Zuleida (2014) an der Pädagogischen Hochschule Graubünden, in September 2011/2013 das Musiktheater Commediamarkt I und II (Text: Gion Mathias Cavelty) in der Klibuehni, Chur und das Musiktheater Bergpiraten am Theater Chur in 2015 (Text: Anita Hansemann). Er hat Bühnenmusik für viele Theater und Freilichtspiele geschrieben und gespielt, u. a. L’iral (Scuol), Scapins Streiche (Sils in Domleschg und Theater Chur), Der Verschwender (Reichenau), Romeo und Julia (Chur), Jenatsch (Chur), Vazerol (Lenzerheide), La Strada (Reichenau), Der Glöckner von Notre Dame (Reichenau), Die Glasmenagerie (Muntanellas, Cazis) und Hotel zu den zwei Welten (Muntanellas, Cazis).

## Ehrungen
- Finalist Erwin Bodky Preis für Alte Musik (Cambridge, USA), 1982.
- Eliette-von-Karajan Förderungspreis, 2002.
- Wettbewerb für professionelles Kulturschaffen Graubünden, 2005
- Rotary Club Thusis Kulturanerkennungspreis, 2010.
- Anerkennungskulturpreis des Kantons Graubünden, 2013.

## Werke (Auswahl)
- Sechs Lieder nach den Sonetten an Orpheus von Rainer Maria Rilke, 1986.
- Zwei Madrigale, nach romanischen Gedichten von Irma Klainguti, 1987.
- Kammeroper Il President da Valdei (nach der Novella von Gian Fontana), Uraufführung in Scuol 1988.
- Kontraste, Auftragsstück Kammerphilharmonie Graubünden 1999.
- Capriccio für Klavier, 2000.
- Oper Zauberberg (nach dem Roman von Thomas Mann, Libretto Rolf Gerlach), Theater Chur 2002.
- Oper Les maîtres du temps (Text: Hélène Bezençon), 2004.
- Kindermusical Angelo und die Möwe (Text: Vincenzo Todisco) Chur, 2006.
- Fantasia romantica für Klavier, 2006.
- Ich suche allerlanden, Arrangements für das Orchester le Phénix, Else Lasker-Schüler und ihre Zeit, Projekt von Linard Bardill, 2009 und 2013.
- Musiktheater Brina (Text: Vincenzo Todisco), Pädagogische Hochschule Graubünden, Mai 2010.
- Herbstmelancholie, Auftrag Ensemble z, Chur, 2010.
- Hörblicke, Orchesterverein Chur, Uraufführung 2011.
- Commediamarkt I und II (Text: Gion Mathias Cavelty), Klibühni Chur, 2011/2013.
- Die Rose Zuleida, (Text: Vincenzo Todisco), Pädagogische Hochschule Graubünden, 2014.
- Bergpiraten, Musiktheater (Text: Anita Hansemann), Uraufführung Theater Chur Januar 2015.
- Klangturm, Musiktheater (Text: Vincenzo Todisco), 2016, Postremise Chur, Produktion Procap Grischun.
- Elegie und Totentanz für Violine und Orchester, Kammerphilharmonie Graubünden, Uraufführung Chur 2018.
- Bernina Express für Streichorchester, Orchestrina Chur, Uraufführung Februar 2024.
- Gianni Schicchi--Il tribunel, Opera Engiadina, Uraufführung, Sils im Engadin, Juni 2024.

## Veröffentlichungen (Auswahl)
- Der Intavolator als Interpret. In: Basler Jahrbuch für historische Musikpraxis. 1986.
- Musikreihe Alte Musik im Engadin. Band I: Die Samedaner Lautenhandschrift von 1536, Die Wiezel-Handschrift für Tasteninstrumente von 1616.; Band II: Die von Planta-Gitarrenhandschrift von 1804, Die von Salis-Handschrift für Streichinstrumente von 1681. Chesa Planta, Samedan.
- Werkkommentar zur CD Schweizer Cembalomusik. Jecklin, Zürich 1992.
- Verschiedenen Artikel in: Intrada, Zeitschrift für Alte Musik. 1995–1997.
- Ästhetik und Zweck als Kriterien moderner Musikförderung. In: Schweizer Monatshefte, April 2001.
- Musica veglia in Engiadina. In: Annalas da la Società Retorumantscha, Annada CI, CIII.
- Edition Bündner Komponisten (2009–2015). Forschungsprojekt Pädagogische Hochschule Graubünden. Bearbeiter Robert Grossmann: Neue Ausgaben von Werken von Robert Cantieni (1873–1954), Meinrad Schütter (1910–2006), Edgar Cantieni (1911–1981) und Anny Roth-Dalbert (1900–2004).